# Paris–Nancy
Das Straßenradrennen Paris–Nancy war ein französischer Radsportwettbewerb für Berufsfahrer, der als Eintagesrennen von 1914 bis 1932 veranstaltet wurde.

## Geschichte
Das Rennen führte von der Hauptstadt Paris nach Nancy im Nordosten Frankreichs in der Region Grand Est (früher Lothringen). Es wurde 1914 begründet und fand bis 1932 statt. Organisiert wurde das Rennen von Nancy Sportif und dem Vélo-Club de Levallois. Paris–Nancy hatte zehn Austragungen. Lucien Rich war der einzige Radrennfahrer, der das Rennen zweimal gewinnen konnte.

## Palmarès
- 1914  Maurice Brocco
- 1915–1918 nicht ausgetragen
- 1919  Francis Pélissier
- 1920  Romain Bellenger
- 1921  René Chassot
- 1922  Henri Pélissier
- 1923  Lucien Rich
- 1924  Joseph Muller
- 1925  Lucien Rich
- 1926–1929 nicht ausgetragen
- 1930  Ernest Neuhard
- 1931 nicht ausgetragen
- 1932  Nicolas Frantz